# Ilex polypyrena
Ilex polypyrena är en järneksväxtart som beskrevs av Chang Jiang Tseng och B.W. Liu. Ilex polypyrena ingår i släktet järnekar, och familjen järneksväxter. Inga underarter finns listade i Catalogue of Life.